# Empis aberdarensis
Empis aberdarensis är en tvåvingeart som beskrevs av Smith 1971. Empis aberdarensis ingår i släktet Empis och familjen dansflugor.
Artens utbredningsområde är Kenya. Inga underarter finns listade i Catalogue of Life.